# Převáděč (radiokomunikace)
Převáděč (angl. converter) neboli konvertor je zařízení schopné současně přijímat signál na určeném kmitočtu a tento v reálném čase znovu vysílat na kmitočtu jiném. Převáděč je používán v místech, kde je potřeba zajistit pokrytí území radiovým signálem jehož zdroj (vysílač) není schopen bez další pomoci na daném území vytvořit dostatečně silný signál pro kvalitní příjem. Převáděč je proto zpravidla umisťován na vyvýšené místo, odkud může dobře přijmout slabý signál zdroje a po zesílení jej znovu vyslat do potřebné lokality.

## Prvky a funkce převáděče
V praxi jde o jednoduché soustrojí složené z přijímače a vysílače, řídící jednotky a často společné antény s duplexerem. Řídící jednotka
1. zjišťuje, zda signál na vstupu (signál přijatý přijímačem) odpovídá (sílou, identifikačními znaky apod.) signálu, který je potřeba převést
2. pokud ano, propojí výstup z přijímače (tedy demodulovaný nízkofrekvenční signál - lapidárně řečeno z konektoru pro sluchátka) se vstupem vysílače (lapidárně řečeno do konektoru pro mikrofon) a dá vysílači povel k zaklíčování (zahájení vysílání)
3. vysílač vyšle přijatou informaci na jiném kmitočtu a zpravidla vysokým výkonem.

Pokud se vstupní a výstupní kmitočet příliš neliší (typicky pokud se nachází ve stejném kmitočtovém pásmu) převáděč používá pro přijímač i vysílač společnou anténu. Jako slučovač (resp. rozdělovač) vysokofrekvenčních signálů slouží tzv. duplexer. Zjednodušeně řečeno lze říci, že jde o frekvenční propust zařazenou na vstupu přijímače, která zajišťuje, že do přijímače může projít výhradně signál o přesně nastaveném (vstupním) kmitočtu (a ne tedy např. signál z vysílače téhož převáděče).

## Použití
Praktické využití převáděče spočívá v pokrytí velkého území radiovým signálem vysílaným např. z ruční radiostanice s malým výkonem. Převáděč je umístěn zpravidla na vysokém kopci či výškové budově v centru města (resp. v centru pokrývaného území). Kdokoliv je se svojí radiostanicí v dosahu převáděče a zavysílá (např. z ruční či vozidlové radiostanice), je jím vyslaná informace v tom samém čase přijmuta, zpracována a znovu vyslána do éteru. Vyslaný signál je však šířen z výškového bodu a zároveň vysokým výkonem, takže spolu mohou tímto způsobem komunikovat osoby např. se dvěma ručními stanicemi na vzdálenost, kdy by to bylo bez použití převáděče nemyslitelné.
Zvláštní případy použití převáděče jsou např.:
- crossband převáděče - které nemají vstupní a výstupní kmitočet ve stejném pásmu (bandu)
- crossmode převáděče - které pro vyslání přijatého signálu použijí jiný typ modulace (např. AM/FM, FM/digi)
- tzv. lineární transpondéry - které nemají definovaný jeden vstupní kmitočet ale celé rozmezí kmitočtů; na vstupu pak může pracovat na několika kmitočtech i více stanic a na výstupu pak vysílá lineární transpondér opět signály všech těchto stanic ovšem opět rozprostřené na více kmitočtech
- kosmické převáděče - které jsou umístěny na satelitech; taková zařízení pokrývají svým signálem obrovská území

Převáděče se používají téměř výhradně v pásmech VKV, pro komerční a profesionální použití nejčastěji v pásmech 150-170 MHz a 450-470 MHz.
Zvláštním příkladem použití převáděče jsou tzv. televizní dokrývače (nazývané taky vykrývače), které jsou instalovány poblíž obcí s jinak špatným příjmem televizního signálu (např. obce v údolí nebo v jinak členitém terénu). Dokrývač přijme signál směrovou anténou z nejbližšího TV vysílače a vyšle na jiném standardním televizním kmitočtu (TV kanálu) pomocí směrové antény namířené do obce.

## Radioamatérské převáděče
Převáděče a zařízení principiálně podobná se používají i v radioamatérské praxi. Radioamatéři provozují nejen převáděče pozemní, ale i satelitní crossband převáděče nebo satelitní lineární transpondéry umístěné na satelitech s nízkou oběžnou dráhou.